# Derventio
Derventio var en liten stad i provinsen Britannia i Romerska riket, idag känd som Little Chester, som ligger i utkanten av Derby. Stadens namn tros ha sitt ursprung i en sammandragning av två keltiska ord, dyr ('ek') och venta ('köpställe'): Namnet avsåg först floden Derwent, som senare gav namnet till Derventio slott och staden Derby.
Man har hittat fynd som visar att området var besatt under Flaviska dynastin och kejsar Antoninus tid. Fynd omfattar trähus av sannolikt militär och eventuellt civil typ. Grunden av en stenport upptäcktes år 1968 indikerade en tidig försvarsanläggning, men inga andra spår av detta har funnits. En viss ombyggnad av skyddsdiken och pallisader inträffade under Antoninus tid. På 300-talet grävdes ett brett dike ut från väggen på östra sidan av fortet.
Romarna hade runt år 50 byggt ett fort vid Strutt Park, för att skydda flodkorsningen på den västra sidan av floden Derwent. Trettio år senare började de bygga Derventio på östra sidan.
Så småningom minskade den militära rollen hos denna viktiga flodövergång, men en civil stad blev kvar. I början av 600-talet tycks den kommersiella verksamheten på platsen ha upphört. Det är oklart hur länge väggarna blev kvar och skyddade den romerskt-brittiska befolkningen. Så småningom stod slottet tomt under en period, men 874 använde nordmän platsen igen.
Inte mycket synliga lämningar finns kvar i Little Chester idag, förutom två romerska brunnar, en på Marcus Street och den andra i trädgården på prästgården i St Pauls kyrka. Däremot har en rad utgrävningar under de senaste femtio åren etablerat platsens betydelse och välstånd, inklusive upptäckten av ett golvvärmesystem eller hypokaust på Parkers Piece och ett antal romerska mynt. Den tidigaste skatt som hittades var en stor grop, som troligtvis härrör från omkring 130-150 e.Kr., som innehåller kol, daub (lera från putsade väggar), aska, keramik och en delfinbrosch. Ett slipstensblock som kallas Mercury Stone, efter dess rudimentära representation av Mercurius, finns i dag utställt på Derby Museum and Art Gallery.